# Zęby tygrysa (powieść Maurice’a Leblanca)
Zęby tygrysa (fr. Les Dents du tigre) – powieść autorstwa Maurice’a Leblanca opisująca przygody Arsène’a Lupin. Wydana po raz pierwszy na łamach gazety „Le Journal” w 1920 roku, ale napisana w czasie I wojny światowej w 1918 roku. Powieść ukazała się w księgarniach w czerwcu 1921 roku w dwóch tomach: Don Luis Perenna i Le Secret de Florence. Książka opisuje przejmującą walkę Arsène Lupin, jako Don Luis Perenna, przeciwko wrogowi. Chronologicznie akcja powieści toczy się po wydarzeniach z książki 813, w której Lupin zniknął tuż przed I wojną światową. Podczas gdy wszyscy wierzą w śmierć Arsène’a Lupina, pojawia się on ponownie w przebraniu don Luisa Perenny.
W Polsce powieść została wydana w dwóch częściach: Don Luis Perenna oraz Tajemnica Florence. Ukazały się one w serii Klasyka Kryminału (Biblioteka Bluszcza), w cyklu Arsène Lupin (tom: 13 i 14), jak także w 2021 w Klasyce francuskiego kryminału Wydawnictwa CM.

## Fabuła
Chronologicznie, ta historia następuje po 813, w której Lupin zniknął tuż przed I wojną światową w I Legii Cudzoziemskiej, po dwóch próbach samobójczych. Podczas gdy wszyscy myśleli, że Arsène Lupin nie żyje, on pojawił się ponownie po wojnie, pod postacią Don Luisa Perenny.
Zęby tygrysa wpisują się w ten nurt dzieł, w których Lupin nie jest już nieomylnym mistrzem, ogrywającym swoich wrogów, ale człowiekiem ze swoimi słabościami. To sprawia, że jego siła charakteru jest bardziej imponująca i a sama postać bardziej realistyczna.
W Zębach tygysa Lupin jako Don Luisa Perenna staje do walki z przebiegłym i manipulującym wrogiem, który działa tylko przez pełnomocnika, porywając swoje ofiary. Jego celem jest przejęcie 200 milionów dolarów spadku.

## Rozdziały
Powieść w oryginale składa się z następujących rozdziałów:
Première Partie – Don Luis Perena
- Chapitre I – D’'Artagnan, Porthos et Monte-Cristo
- Chapitre II – L’homme qui doit mourir
- Chapitre III – La turquoise morte
- Chapitre IV – Le rideau de fer
- Chapitre V – L’homme à la canne d'ébène
- Chapitre VI – Shakespeare, tome huit
- Chapitre VII – La grange-aux-pendus
- Chapitre VIII – La colère de Lupin
- Chapitre IX – Sauverand s'explique
- Chapitre X – La débâcle

Deuxieme Partie – Le Secret de Florence
- Chapitre I – Au secours !
- Chapitre II – L’explosion du boulevard Suchet
- Chapitre III – Le haïsseur
- Chapitre IV – L’héritier des deux cents millions
- Chapitre V – Weber prend sa revanche
- Chapitre VI – Sésame, ouvre-toi !
- Chapitre VII – Arsène Ier, empereur
- Chapitre VIII – « Le piège est prêt, prend garde, Lupin »
- Chapitre IX – Le secret de Florence
- Chapitre X – Le clos des lupins